# Bror Hillgren
Bror Gustaf Hillgren, född 28 april 1881 i Tierps socken, död 8 januari 1955 i Stockholm, var svensk målare, författare och sagoillustratör samt släktforskare.

## Biografi
Föräldrar var lantbrukarna Gustav Hillgren och Hilda Hedman. Bror Hillgren studerade vid högre konstindustriella skolan i Stockholm 1988–1901, vid Konstakademin 1901–1908 och därefter tre år i Paris. Han har gjort bilder i akvarell till arbeten av Selma Lagerlöf och H.C. Andersen. Hans övervägande litterärt lyriska syn på konsten tog sig uttryck i eget sagobokförfattande. Han utgav även En bok om Delsbo (1925–1926). Hillgren finns representerad vid Nationalmuseum i Stockholm och haft utställningar i Paris, Rom, Dresden, Riga och Köpenhamn samt i flera städer i Förenta Staterna.

## Utmärkelser
Bror Hillgren erhöll Hazeliusmedaljen 1924 i brons och 1926 i silver för sitt forskningsarbete i Delsbobygden.

### Skönlitteratur
- Sagor. Stockholm: Fritze. 1918. Libris 1653387
- Lill-Per: saga. Stockholm: C. E. Fritzes bokf.-a.-b. 1919. Libris 1653385
- Den gamla länstolen och andra sagor. Uppsala: Lindblad. 1920. Libris 1653383
- En historia från Hälsingland. Stockholm: Seelig. 1922. Libris 2333228

### Varia
- Bilder från Delsbo. Stockholm: Fröléen. 1908. Libris 1614206
- Katalog öfver Bror Hillgrens utställning å Helsingborgs museum 6-25 april 1912. Helsingborg. 1912. Libris 2703522
- Släktregister: [upptagande ättlingar af J.J:son Watz]. Stockholm. 1913. Libris 2703521
- Delsbo / text af Ida Gawell-Blumenthal; bilder af Bror Hillgren. Stockholm: Norstedt. 1915. Libris 1632508
- Anteckningar om släkten Hillgren. Landskrona: Landskrona typogr. anst. 1917. Libris 1653381
- En Delsbosläkt: Anteckningar. Landskrona: Landskrona typogr. anstalt. 1917. Libris 1653384
- Släkten Wass. Landskrona: Landskrona typogr. anst. 1917. Libris 1653388
- Ur Andersens sagor: målningar och teckningar. Stockholm: Cederquists grafiska a.-b. 1918. Libris 1653389
- Klockare i Tierp 1787-1865: utdrag och anteckningar ur Tierps husförhörslängder, sockenstämmoprotokoll o.s.v. Stockholm. 1919. Libris 2703520
- Några vallonsläkter och Delsbosläkter: anteckningar ur Ö. Lövsta, Wässlands, Tierps och Delsbo kyrkböcker. Stockholm: E. Hemlins bokh. 1919. Libris 1653386
- Anteckningar om vallonsläkterna Sporrong, Tillman och Douhan. Stockholm: Förf. 1920. Libris 1653382
- Delsbodräkten: anteckningar. Stockholm: Författarens förlag. 1922. Libris 1475150
- Ur gamla papper från Delsbo. Stockholm: Förf. 1922. Libris 1475157
- Min släkts historia. Stockholm: Förf. 1923. Libris 1475156
- Från Tierp. Stockholm: Förf. 1924. Libris 1475155
- En bok om Delsbo. 1-3. Delsbo: Delsbo hembygds- och fornminnesfören. 1989[1925]. Libris 7793763. ISBN 91-971243-0-3
- Från Delsbo: anteckningar om fornminnen, by och gård, husgeråd, målning och dräkt. Stockholm: Seelig. 1928. Libris 1331721
- Några anteckningar om vallonerna vid Upplandsbruken. Stockholm: Seelig. 1929. Libris 1331722
- Från Delsbo: något om hantverk och hantverkare, hemslöjd och annat arbete i äldre tid: ny samling. Stockholm: Seelig. 1940. Libris 1371574
- Spelmannen som kunde trolla och annat trolskt från Delsbo. Stockholm: Seelig. 1940. Libris 1371575
- Tingshus och gästgivaregård i Delsbo i mitten av 1800-talet. Hudiksvall. 1940. Libris 1371576
- Bror Hillgren: Oljemålningar. Stockholm: Seelig. 1942. Libris 1400495
- Från flydda tiders Delsbo: storfolk och annat folk. Stockholm: Seelig. 1942. Libris 1400493
- Målningar. Stockholm. 1942. Libris 2998225
- Kring lyktan: tidsbilder från det Delsbo som gått. Stockholm: Seelig. 1942. Libris 1400494
- Antavla för syskonen Hildur, Carl, Alma, Bror och Ester Hillgren: Upprättad av Bror Hillgren. Stockholm. 1945. Libris 2703518